# ТЭЦ Почерады
ТЭЦ Почерады (чеш. ETU Počerady) — чешская угольная теплоэлектростанция, расположенная в городе Волевчице в районе Мост Устецкого края. Название получила в честь находящейся недалеко деревни Почерады.

## Основные параметры
Электростанция находится недалеко от польско-чешской границы. Имеет номинальную рабочую мощность в 800 МВт и работает на каменном угле, добываемом в Чешской республике.  Ежегодная выработка электричества составляет 3 млрд. кВт•ч. С мая 2009 по осень 2010 года велись работы по установке магистрального трубопровода для подачи горячей воды в город Богумин..

## Строительство и эксплуатация
Строительство электростанции велось в два этапа. В 1970—1971 годах были возведены четыре блока типа Почерады-I. В связи со строительством завода жителями были оставлены деревни Тржисколупы и Мастны-Двор, которые были снесены. В 1977 году были построены два энергоблока типа Почерады-II. В 1994 году 1-й блок был выведен из эксплуатации, а остальные 5 блоков прошли программу модернизации. В 1994 году состоялась десульфурация двух блоков, а в 1996 году в эксплуатацию были введены ещё три десульфурированных блока. С 1997 года начался процесс перехода от гидравлического удаления золы и шлака к сухому сбору золы и последующей обработки для стабилизации (смесь летучей золы, гипса, шлака, воды и 1—3%-го негашеного воздуха). Суммарная мощность составляет 1000 МВт, выработка электричества — 6 тысяч млрд. кВт•ч.

## Оборудование
| Тип энергоблока              | Мощность                                                                | Ввод в эксплуатацию | Модернизация | Примечания                       |
| ---------------------------- | ----------------------------------------------------------------------- | ------------------- | ------------ | -------------------------------- |
| Реактор типа Počerady I.     | 4 x 200 МВт                                                             | 1970–1971           | 1994–2000    | Блок №1 закрыт в 1994 году       |
| Реактор типа Počerady II.    | 2 x 200 МВт                                                             | 1977                | 1994–2000    |                                  |
| Парогазовой реактор Počerady | две газовые турбины по 284 МВт, паровая турбина 270 МВт (838 МВт итого) | 2013                | –            | Новая парогазовая электростанция |

## Парогазовая электростанция
В конце марта 2010 года CEZ Group объявила о начале строительства парогазовой электростанции в районе Почерады. 25 марта 2011 началось строительство станции с ожидаемой мощностью 880 МВт. Станция является более экологически чистой по сравнению со стандартной угольной электростанцией. Стоимость составила 20 млрд. чешских крон. Генерация электроэнергии началась в апреле 2013 года. Высота станции составляет 128 м, в состав входят две парогазовые турбины и генератор. Подрядчиком выступила компания Škoda Praha Invest, поставкой турбин занялась компания Siemens, котёл-утилизатор и связанные технологии — от SES Tlmače.
КПД станции составляет 57% при среднем КПД угольных электростанций 42% (как в Ледвице). Ввод в эксплуатацию должен был состояться во второй половине 2013 года. Вместе с тем парогазовая электростанция является резервным источником питания, поскольку проверку на постоянной основе не проходит.

## Поставка топлива
Уголь перевозится по железнодорожным путям от большинства бассейнов каменного угля. Вода поставляется из реки Огрже (после 40 лет эксплуатации начала использоваться для снабжения парогазовой электростанции). Ежегодно расходуется 6,2 млн. тонн угля (на 2007 год).

## Проблемы загрязнения окружающей среды
Из труб угольной электростанции в атмосферу выбрасывается ежегодно до 6,4 млн. тонн углекислого газа. Эксплуатация парогазовой электростанции может теоретически снизить этот объём до 70%.